# Clyde Edwards
Clyde Edwards, född 17 januari 1958, är en friidrottare från Barbados. Han deltog vid olympiska sommarspelen 1984.